# Liste der Landschaftsschutzgebiete in Schwabach
In Schwabach gibt es zwölf Landschaftsschutzgebiete. (Stand: November 2018)

## Hinweise zu den Angaben in der Tabelle
- Gebietsname: Amtliche Bezeichnung des Schutzgebietes
- Bild/Commons: Bild und Link zu weiteren Bildern aus dem Schutzgebiet
- LSG-ID: Amtliche Nummer des Schutzgebietes
- WDPA-ID: Link zum Eintrag des Schutzgebietes in der World Database on Protected Areas
- Wikidata: Link zum Wikidata-Eintrag des Schutzgebietes
- Ausweisung: Datum der Ausweisung als Schutzgebiet
- Gemeinde(n): Gemeinden, auf denen sich das Schutzgebiet befindet
- Lage: Geografischer Standort
- Fläche: Gesamtfläche des Schutzgebietes in Hektar
- Flächenanteil: Anteilige Flächen des Schutzgebietes in Landkreisen/Gemeinden, Angabe in % der Gesamtfläche
- Bemerkung: Besonderheiten und Anmerkungen

Bis auf die Spalte Lage sind alle Spalten sortierbar.
| Gebietsname | Bild/Commons   | LSG-ID       | WDPA-ID | Wikidata  | Ausweisung | Gemeinde(n) | Lage     | Fläche ha | Flächenanteil       | Bemerkung |
| --- | -------------- | ------------ | ------- | --------- | ---------- | ----------- | -------- | --------- | ------------------- | --------- |
| Landschaftsschutzverordnung für das ehemalige Übungsgelände der US-Army (LSchV-US-Army)                          | weitere Bilder | LSG-00508.01 | 396019  | Q59533536 | 1997       |             | Position | 37,99     | Schwabach (100 %)   |           |
| Oberes Schwabachtal mit Nadlersbach und Mittelbach                                                               | weitere Bilder | LSG-00517.01 | 396028  | Q59533538 | 1998       |             | Position | 611,28    | Schwabach (100,0 %) |           |
| östlicher Abschnitt des westlich-östlich gerichteten Talgrundes Pointwiesen                                      | weitere Bilder | LSG-00517.02 | 396029  | Q59533655 | 1998       |             | Position | 17,74     | Schwabach (100 %)   |           |
| Mündungsgebiet von Rednitz und Schwabach                                                                         | weitere Bilder | LSG-00517.03 | 396030  | Q59533540 | 1998       |             | Position | 327,78    | Schwabach (99,9 %)  |           |
| Gebiet südlich des bebauten Gebietes des Ortsteils Obermainbach und der Straße von Obermainbach nach Walpersdorf | weitere Bilder | LSG-00517.04 | 396031  | Q59533542 | 1998       |             | Position | 121,23    | Schwabach (99,9 %)  |           |
| Waldgebiet der Maisenlach                                                                                        | weitere Bilder | LSG-00517.05 | 396032  | Q59533543 | 1998       |             | Position | 223,93    | Schwabach (100 %)   |           |
| Talgrund entlang der Rittersbacher Straße und im Gebiet der Steigäcker                                           | weitere Bilder | LSG-00517.06 | 396033  | Q59533544 | 1998       |             | Position | 26,19     | Schwabach (100 %)   |           |
| Volkachtal zwischen der Stadtgrenze und dem bebauten Gebiet des Ortsteils Unterreichenbach                       | weitere Bilder | LSG-00517.07 | 396034  | Q59533545 | 1998       |             | Position | 76,63     | Schwabach (100 %)   |           |
| mittlerer Abschnitt des Schwabachtales                                                                           | weitere Bilder | LSG-00517.08 | 396035  | Q59533548 | 1998       |             | Position | 20,84     | Schwabach (100 %)   |           |
| westlicher Abschnitt des westlich-östlich gerichteten Talgrundes Pointwiesen                                     | weitere Bilder | LSG-00517.09 | 396036  | Q59533934 | 1998       |             | Position | 7,12      | Schwabach (100 %)   |           |
| Nördlicher Abschnitt des Rednitztales                                                                            | weitere Bilder | LSG-00517.10 | 396037  | Q59533551 | 1998       |             | Position | 93,81     | Schwabach (100,0 %) |           |
| Im Gebiet Kappelberg und Ellbogental                                                                             | weitere Bilder | LSG-00517.11 | 396038  | Q59534011 | 1998       |             | Position | 89,68     | Schwabach (100 %)   |           |